# Trichotrigona extranea
Trichotrigona extranea là một loài Hymenoptera trong họ Apidae. Loài này được Camargo & Moure mô tả khoa học năm 1983.